# DYuSSh Arsenalstadion
Het DYuSSh Arsenalstadion is een multifunctioneel stadion in Kosaya Gora (Toela), een stad in Rusland. 
Het stadion wordt vooral gebruikt voor voetbalwedstrijden, de voetbalclub FK Arsenal-2 Toela maakt gebruik van dit stadion. In het stadion is plaats voor 1.000 toeschouwers. 